# Filmjahr 1985
Liste der Filmjahre

◄◄ | ◄ | 1981 | 1982 | 1983 | 1984 | Filmjahr 1985 | 1986 | 1987 | 1988 | 1989 | ► | ►►

Weitere Ereignisse

## Ereignisse
- 30. April: Uraufführung von Shoah (Regie: Claude Lanzmann). Noch vor der Premiere in Paris versuchte die polnische Regierung ein Verbot dieses Dokumentarfilms über den Holocaust zu erreichen.
- 03. Juli: Die Science-Fiction-Filmkomödie Zurück in die Zukunft, mit Michael J. Fox in der Hauptrolle, kommt in die amerikanischen Kinos.
- 19. Juli: Uraufführung von Otto – Der Film (Regie: Xaver Schwarzenberger). Der erste Streifen des Komikers Otto Waalkes ist der bis heute erfolgreichste deutsche Kinofilm seit Beginn der Zuschauerzahlenerfassung 1980.
- 08. Dezember: Die erste Folge der deutschen Fernsehserie Lindenstraße wird ausgestrahlt.
- Die Firma News Corporation von Rupert Murdoch übernimmt die US-amerikanische Filmproduktionsfirma 20th Century Fox.
- Die Sieger der BRAVO Otto Leserwahl 1985:
  - Kategorie – männliche Filmstars: Gold Sylvester Stallone, Silber Michael J. Fox, Bronze Götz George
  - Kategorie – weibliche Filmstars: Gold Jennifer Beals, Silber Grace Jones, Bronze Tanya Roberts

## Top 10 der erfolgreichsten Filme

### In Deutschland
Die zehn erfolgreichsten Filme an den deutschen Kinokassen nach Besucherzahlen (Stand: 4. November 2018):
| Platz           | Filmtitel                                            | Besucher  |
| --------------- | ---------------------------------------------------- | --------- |
| 1.              | Otto – Der Film                                      | 8.783.766 |
| 2.              | Männer                                               | 5.213.458 |
| 3.              | Zurück in die Zukunft                                | 4.988.980 |
| 4.              | Rambo II – Der Auftrag                               | 4.065.315 |
| 5.              | Beverly Hills Cop – Ich lös’ den Fall auf jeden Fall | 4.060.989 |
| 6.              | Ghostbusters – Die Geisterjäger                      | 4.003.058 |
| 7.              | Police Academy 2 – Jetzt geht’s erst richtig los     | 3.876.471 |
| 8.              | James Bond 007 – Im Angesicht des Todes              | 3.373.064 |
| 9.              | Zahn um Zahn                                         | 2.717.500 |
| 10.             | Teenwolf                                             | 1.725.378 |
| Kinostarts 1985 |                                                      |           |

### In den Vereinigten Staaten
Die zehn erfolgreichsten Filme an den US-amerikanischen Kinokassen nach Einspielergebnis.
| Platz | Filmtitel                  | Einspielergebnis in US-Dollar |
| ----- | -------------------------- | ----------------------------- |
| 1.    | Back to the Future         | 210.609.762                   |
| 2.    | Rambo: First Blood Part II | 150.415.432                   |
| 3.    | Rocky IV                   | 127.873.716                   |
| 4.    | The Color Purple           | 94.175.854                    |
| 5.    | Out of Africa              | 87.071.205                    |
| 6.    | Cocoon                     | 76.113.124                    |
| 7.    | The Jewel of the Nile      | 75.973.200                    |
| 8.    | Witness                    | 68.706.993                    |
| 9.    | The Goonies                | 61.389.680                    |
| 10.   | Spies Like Us              | 60.088.980                    |

## Filmpreise

### Golden Globe Award
Am 27. Januar findet im Beverly Hilton Hotel in Los Angeles die Golden-Globe-Verleihung statt.
- Bestes Drama: Amadeus von Miloš Forman
- Bestes Musical/Komödie: Auf der Jagd nach dem grünen Diamanten von Robert Zemeckis
- Bester Schauspieler (Drama): F. Murray Abraham in Amadeus
- Beste Schauspielerin (Drama): Sally Field in Ein Platz im Herzen
- Bester Schauspieler (Musical/Komödie): Dudley Moore in Micki & Maude
- Beste Schauspielerin (Musical/Komödie): Kathleen Turner in Auf der Jagd nach dem grünen Diamanten
- Bester Nebendarsteller: Haing S. Ngor in The Killing Fields – Schreiendes Land
- Beste Nebendarstellerin: Peggy Ashcroft in Reise nach Indien
- Bester Regisseur: Miloš Forman für Amadeus
- Cecil B. DeMille Award: Elizabeth Taylor

### Academy Awards
Die Oscarverleihung findet am 25. März im Dorothy Chandler Pavilion in Los Angeles statt. Moderator ist Jack Lemmon
- Bester Film: Amadeus von Saul Zaentz
- Bester Hauptdarsteller: F. Murray Abraham in Amadeus
- Beste Hauptdarstellerin: Sally Field in Ein Platz im Herzen
- Bester Regisseur: Miloš Forman für Amadeus
- Bester Nebendarsteller: Haing S. Ngor in The Killing Fields – Schreiendes Land
- Beste Nebendarstellerin: Peggy Ashcroft in Reise nach Indien
- Beste Filmmusik: Maurice Jarre für Reise nach Indien
- Bester fremdsprachiger Film: Gefährliche Züge von Richard Dembo
- Ehrenoscar: The National Endowment und James Stewart

Vollständige Liste der Preisträger

### Internationale Filmfestspiele von Cannes 1985
Das Festival beginnt am 8. Mai und endet am 20. Mai. Die Jury unter Präsident Miloš Forman vergibt folgende Preise:
- Goldene Palme: Papa ist auf Dienstreise von Emir Kusturica
- Bester Schauspieler: William Hurt in Kuß der Spinnenfrau
- Beste Schauspielerin: Norma Aleandro in Die offizielle Geschichte und Cher in Die Maske
- Beste Regie: André Téchiné für Rendez-Vous
- Großer Preis der Jury: Birdy von Alan Parker

### Internationale Filmfestspiele Berlin 1985
Das Festival beginnt am 15. Februar und endet am 26. Februar. Die Jury unter Präsident Jean Marais vergibt folgende Preise:
- Goldener Bär: Die Frau und der Fremde von Rainer Simon und Wetherby von David Hare
- Bester Schauspieler: Fernando Fernán Gómez in Stico
- Beste Schauspielerin: Jo Kennedy in Falsche Welt
- Bester Regisseur: Robert Benton für Ein Platz im Herzen

### Filmfestspiele von Venedig
Das Festival beginnt am 26. August und endet am 6. September. Die Jury unter Präsident Krzysztof Zanussi vergibt folgende Preise:
- Goldener Löwe: Vogelfrei von Agnès Varda
- Großer Preis der Jury: Tangos, l’exil de Gardel von Fernando E. Solanas

### Deutscher Filmpreis
- Bester Film: Oberst Redl von István Szabó
- Beste Regie: Maria Knilli für Lieber Karl und Bernhard Wicki für Die Grünstein-Variante
- Beste Hauptdarstellerin: Ursela Monn für Einmal Ku’damm und zurück
- Bester Hauptdarsteller: Klaus Maria Brandauer für Oberst Redl und Götz George für Abwärts
- Ula Stöckl für Der Schlaf der Vernunft (Filmband in Silber)

### César
- Bester Film: Die Bestechlichen von Claude Zidi
- Beste Regie: Claude Zidi für Die Bestechlichen
- Bester Hauptdarsteller: Alain Delon für Geschichte eines Lächelns
- Beste Hauptdarstellerin: Sabine Azéma für Ein Sonntag auf dem Lande
- Bester Nebendarsteller: Richard Bohringer für Die Abrechnung
- Beste Nebendarstellerin: Caroline Cellier für Teuflische Umarmung
- Bester ausländischer Film: Amadeus von Miloš Forman

### British Academy Film Award
- Bester Film: The Killing Fields – Schreiendes Land von Roland Joffé
- Beste Regie: Wim Wenders für Paris, Texas
- Bester Hauptdarsteller: Haing S. Ngor für The Killing Fields – Schreiendes Land
- Beste Hauptdarstellerin: Maggie Smith für Magere Zeiten
- Bester Nebendarsteller: Denholm Elliott für Magere Zeiten
- Beste Nebendarstellerin: Liz Smith für Magere Zeiten
- Bester fremdsprachiger Film: Carmen von Carlos Saura

### New York Film Critics Circle Award
- Bester Film: Die Ehre der Prizzis von John Huston
- Beste Regie: John Huston für Die Ehre der Prizzis
- Bester Hauptdarsteller: Jack Nicholson in Die Ehre der Prizzis
- Beste Hauptdarstellerin: Norma Aleandro in Die offizielle Geschichte
- Bester Nebendarsteller: Klaus Maria Brandauer in Jenseits von Afrika
- Beste Nebendarstellerin: Anjelica Huston in Die Ehre der Prizzis
- Beste Kamera: David Watkin für Jenseits von Afrika
- Bester ausländischer Film: Ran von Akira Kurosawa

### National Board of Review
- Bester Film: Die Farbe Lila von Steven Spielberg
- Beste Regie: Akira Kurosawa für Ran
- Bester Hauptdarsteller: William Hurt und Raúl Juliá in Kuß der Spinnenfrau
- Beste Hauptdarstellerin: Whoopi Goldberg in Die Farbe Lila
- Bester Nebendarsteller: Klaus Maria Brandauer in Jenseits von Afrika
- Beste Nebendarstellerin: Anjelica Huston in Die Ehre der Prizzis
- Bester fremdsprachiger Film: Ran von Akira Kurosawa

### Los Angeles Film Critics Association Awards
- Bester Film: Brazil von Terry Gilliam
- Beste Regie: Terry Gilliam für Brazil
- Bester Hauptdarsteller: William Hurt in Kuß der Spinnenfrau
- Beste Hauptdarstellerin: Meryl Streep in Jenseits von Afrika
- Bester Nebendarsteller: John Gielgud in Die letzte Jagd und Eine demanzipierte Frau
- Beste Nebendarstellerin: Anjelica Huston in Die Ehre der Prizzis
- Bester fremdsprachiger Film: Ran von Akira Kurosawa und Die offizielle Geschichte von Luis Puenzo

### Weitere Filmpreise und Auszeichnungen
- AFI Life Achievement Award: Gene Kelly
- Amanda: Orions belte von Ola Solum und Tristan DeVere Cole (Bester norwegischer Film), Amadeus von Miloš Forman (Bester internationaler Film)
- Bodil: The Element of Crime von Lars von Trier
- Brussels International Fantastic Film Festival: Dreamscape – Höllische Träume von Joseph Ruben
- David di Donatello: Carmen von Francesco Rosi (Bester italienischer Film) und Amadeus (Bester ausländischer Film)
- Deutscher Kritikerpreis: Jeanine Meerapfel
- Directors Guild of America Award: Miloš Forman für Amadeus, Billy Wilder (Lebenswerk)
- Ernst-Lubitsch-Preis: Ursela Monn für Einmal Ku’damm und zurück
- Evening Standard British Film Award: 1984 von Michael Radford
- Gilde-Filmpreis: Amadeus von Miloš Forman (Gold ausländischer Film), The Killing Fields – Schreiendes Land von Roland Joffé (Silber ausländischer Film), Oberst Redl von István Szabó (Gold deutscher Film), Paris, Texas von Wim Wenders (Silber deutscher Film)
- Goldener Leopard: Höhenfeuer von Fredi M. Murer
- Goldene Tulpe (Istanbul): 1984 von Michael Radford
- Jupiter: Indiana Jones und der Tempel des Todes von Steven Spielberg (Bester Film), Isabelle Adjani (Beste Darstellerin), Harrison Ford (Bester Darsteller)
- Louis-Delluc-Preis: Das freche Mädchen von Claude Miller
- Max-Ophüls-Preis: Raffl von Christian Berger
- Nastro d’Argento: Es war einmal in Amerika von Sergio Leone und Amadeus von Miloš Forman
- National Society of Film Critics Award: Stranger than Paradise von Jim Jarmusch
- People’s Choice Award: Beverly Hills Cop von Martin Brest (populärster Film), Clint Eastwood (populärster Schauspieler), Meryl Streep (populärste Schauspielerin)
- Preis der deutschen Filmkritik: Edvige Scimitt von Martin Zschokke
- Robert: The Element of Crime von Lars von Trier (Bester dänischer Film), Amadeus von Miloš Forman
- Sundance Film Festival: Blood Simple von Ethan und Joel Coen (Großer Preis der Jury)
- Festival Internacional de Cine de Donostia-San Sebastián: Yesterday von Radosław Piwowarski (Goldene Muschel)
- Toronto International Film Festival: Die offizielle Geschichte von Luis Puenzo (Publikumspreis)
- Writers Guild of America Award: Broadway Danny Rose von Woody Allen (Bestes Originaldrehbuch), The Killing Fields – Schreiendes Land von Bruce Robinson (Bestes adaptiertes Drehbuch), William Goldman (Lebenswerk)
- Young Artist Award: Karate Kid von John G. Avildsen (Bestes Drama), Gremlins – Kleine Monster von Joe Dante (Bester Abenteuerfilm), Ghostbusters – Die Geisterjäger von Ivan Reitman (Beste Komödie), Anthony Michael Hall in Das darf man nur als Erwachsener (Bester Darsteller), Molly Ringwald in Das darf man nur als Erwachsener (Beste Darstellerin)

## Geburtstage

### Januar bis März
Januar

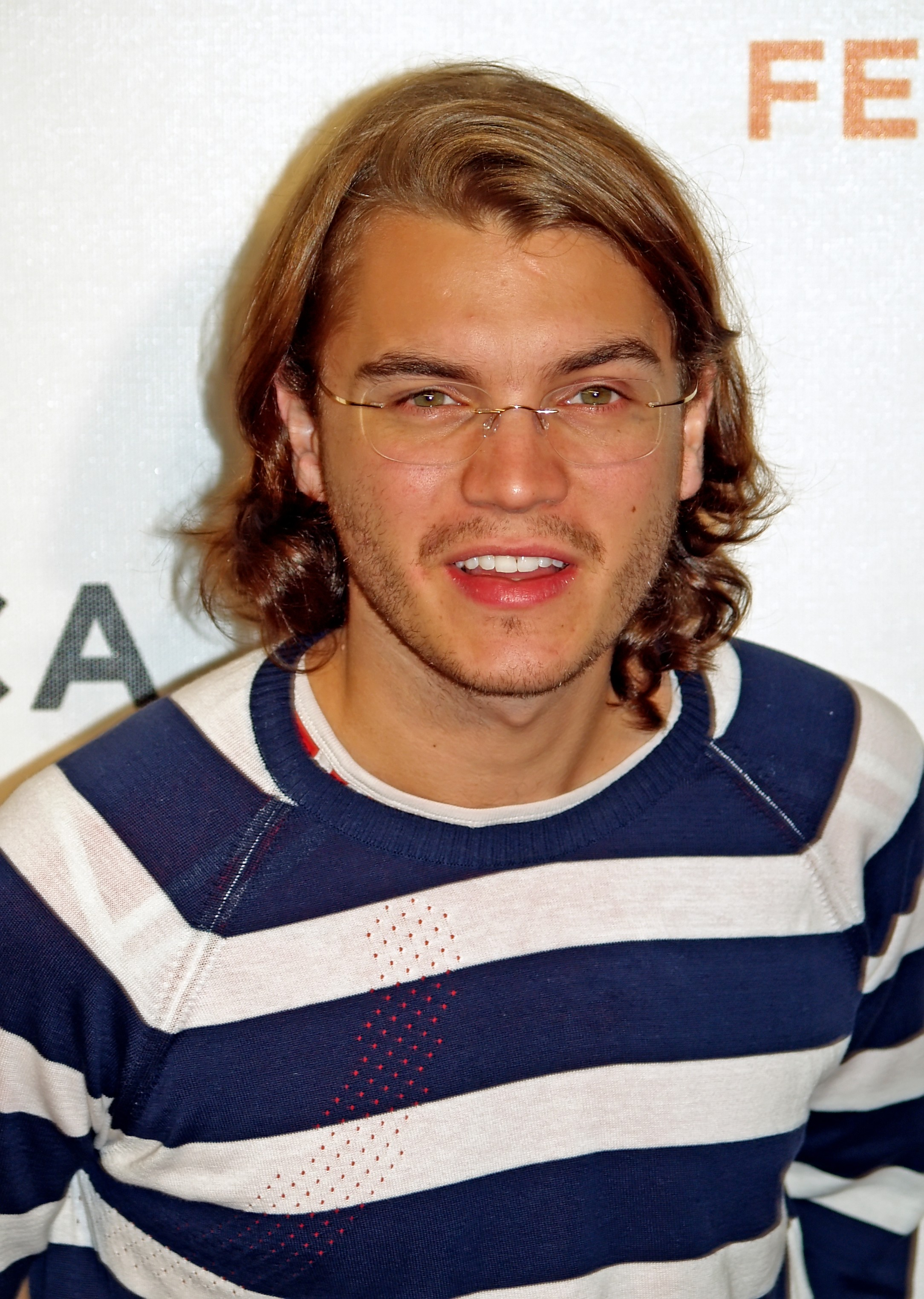
Emile Hirsch (* 13. März)

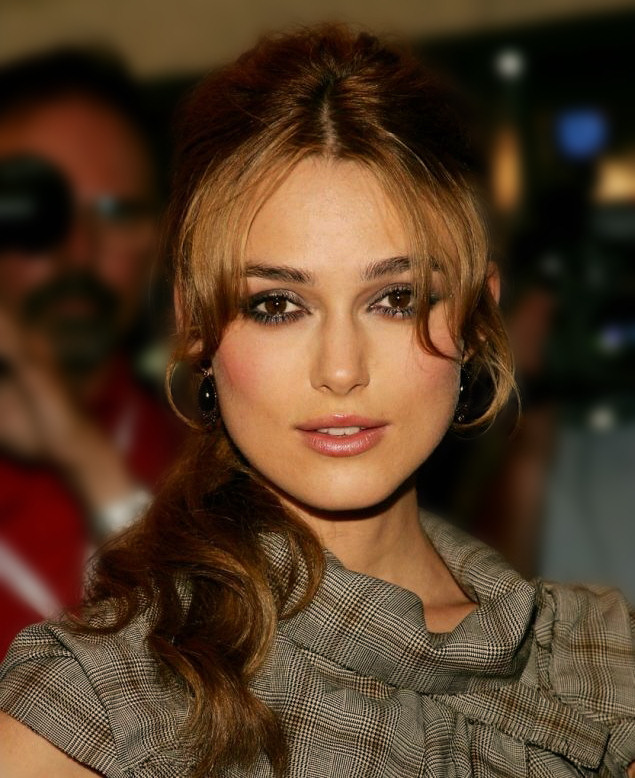
Keira Knightley (* 26. März)

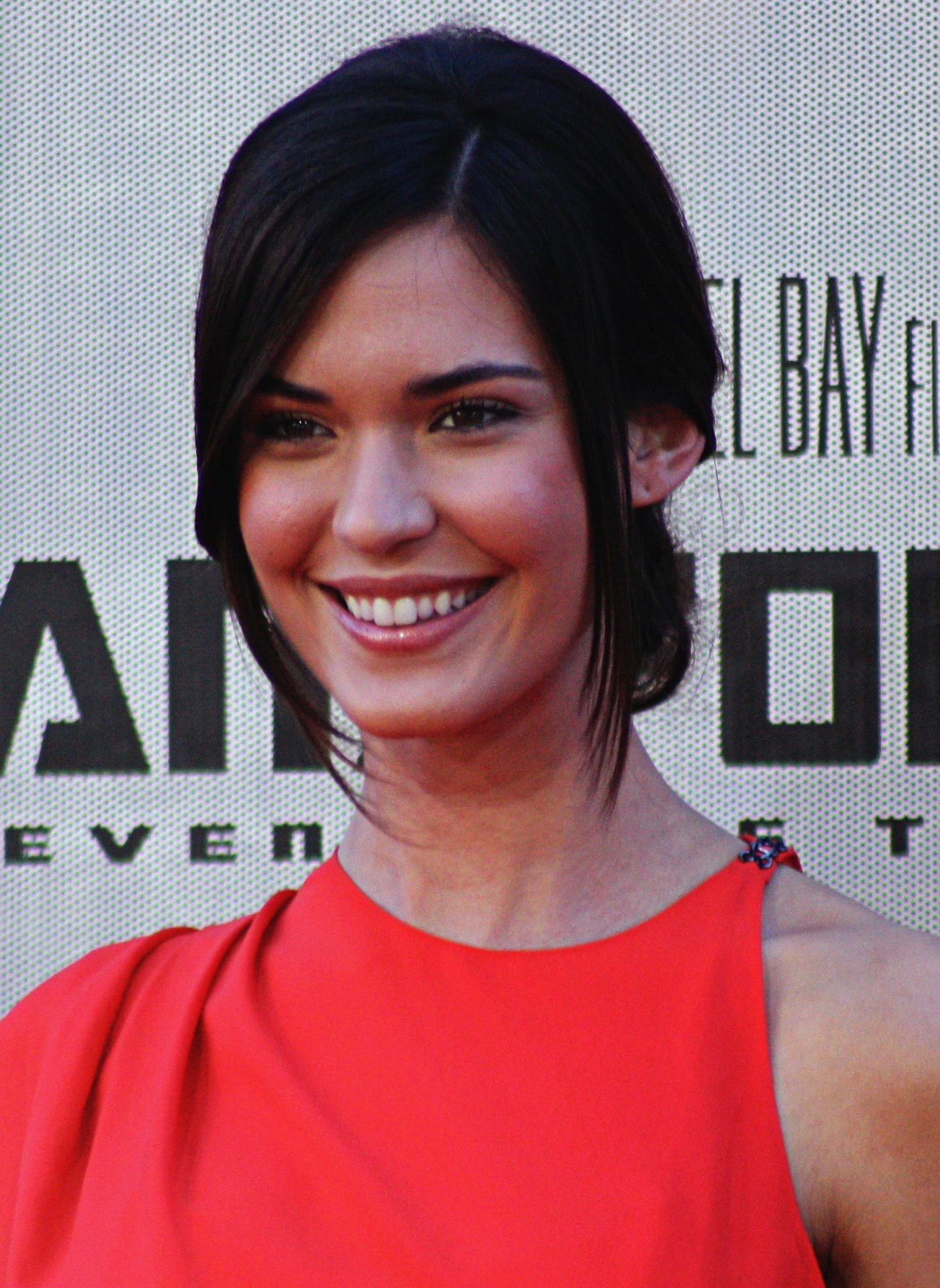
Odette Annable (* 10. Mai)

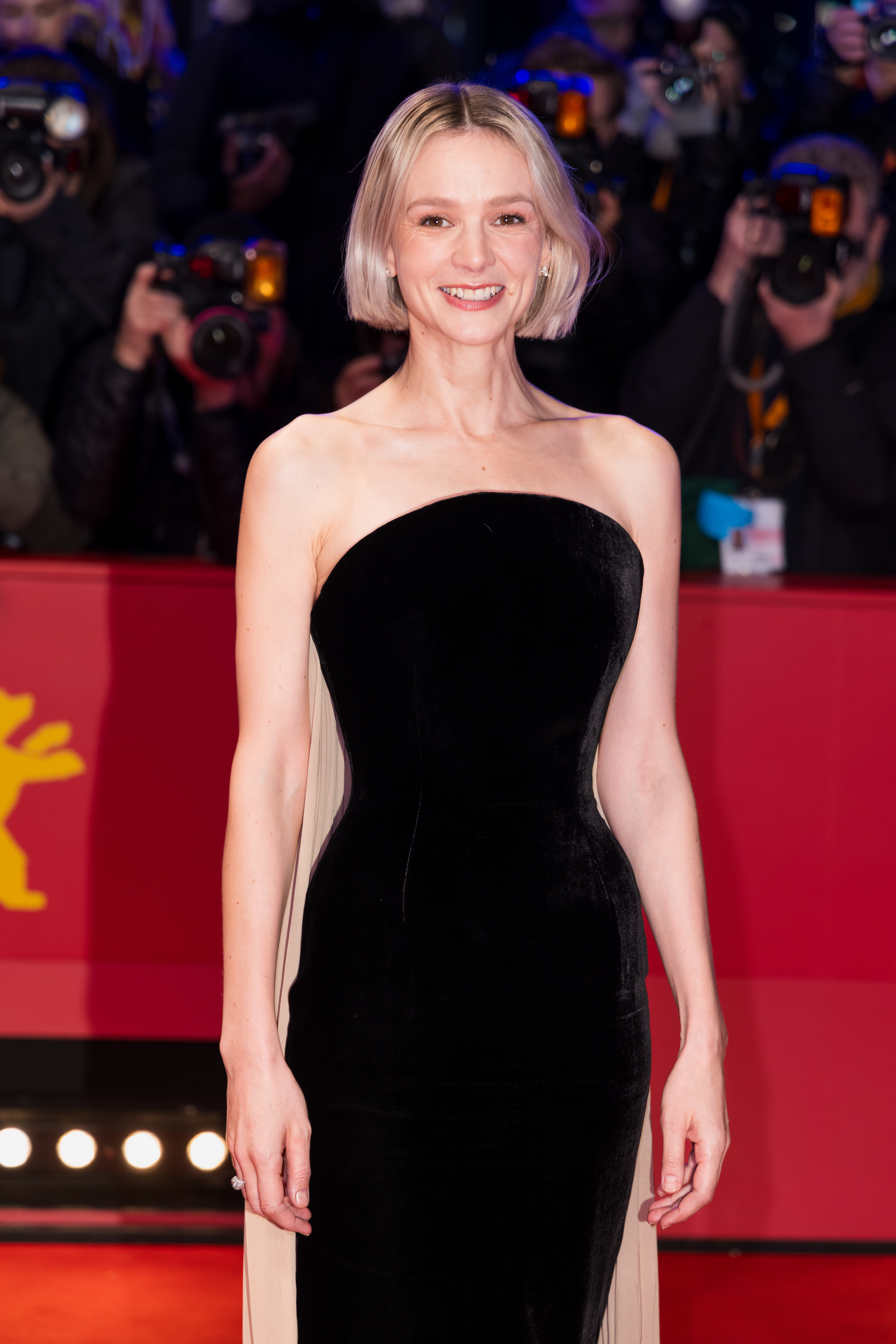
Carey Mulligan(* 28. Mai)

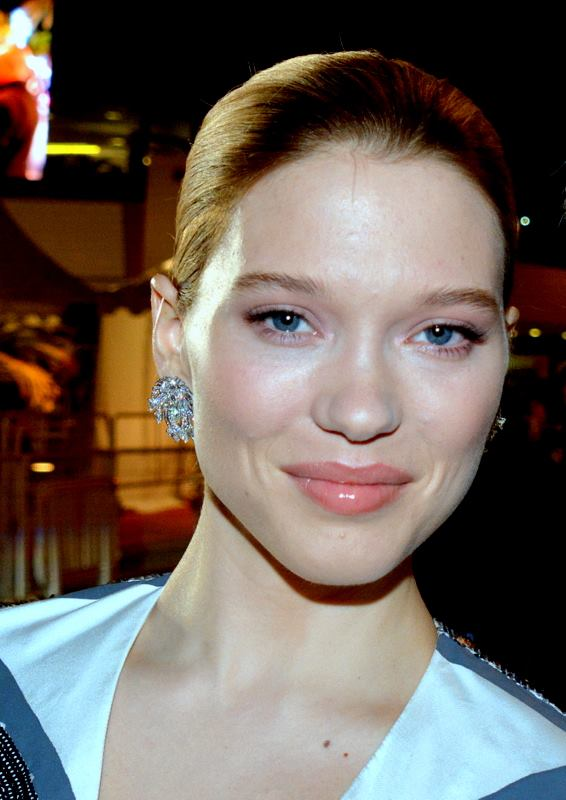
Léa Seydoux (* 1. Juli)

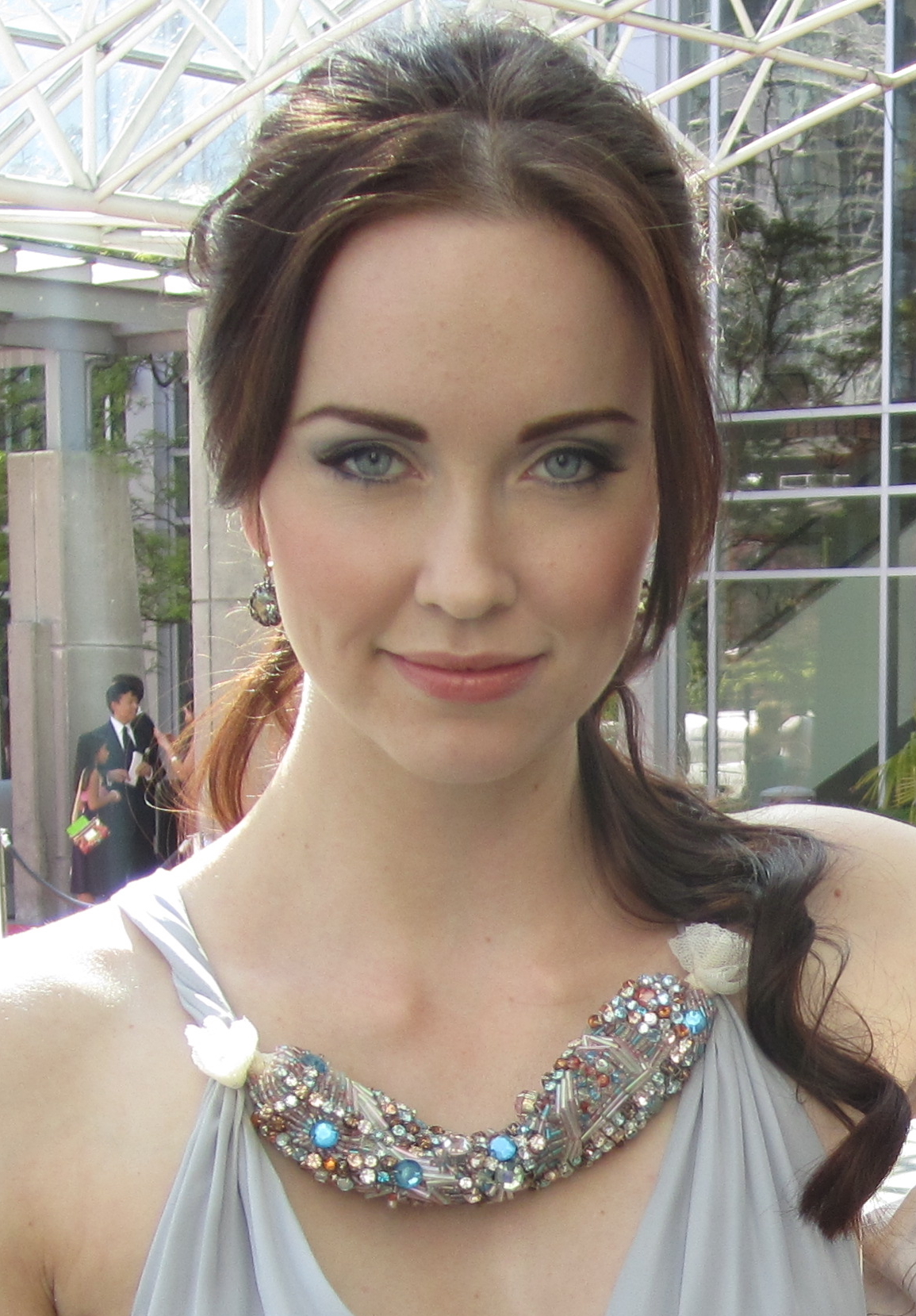
Elyse Levesque (* 10. September)

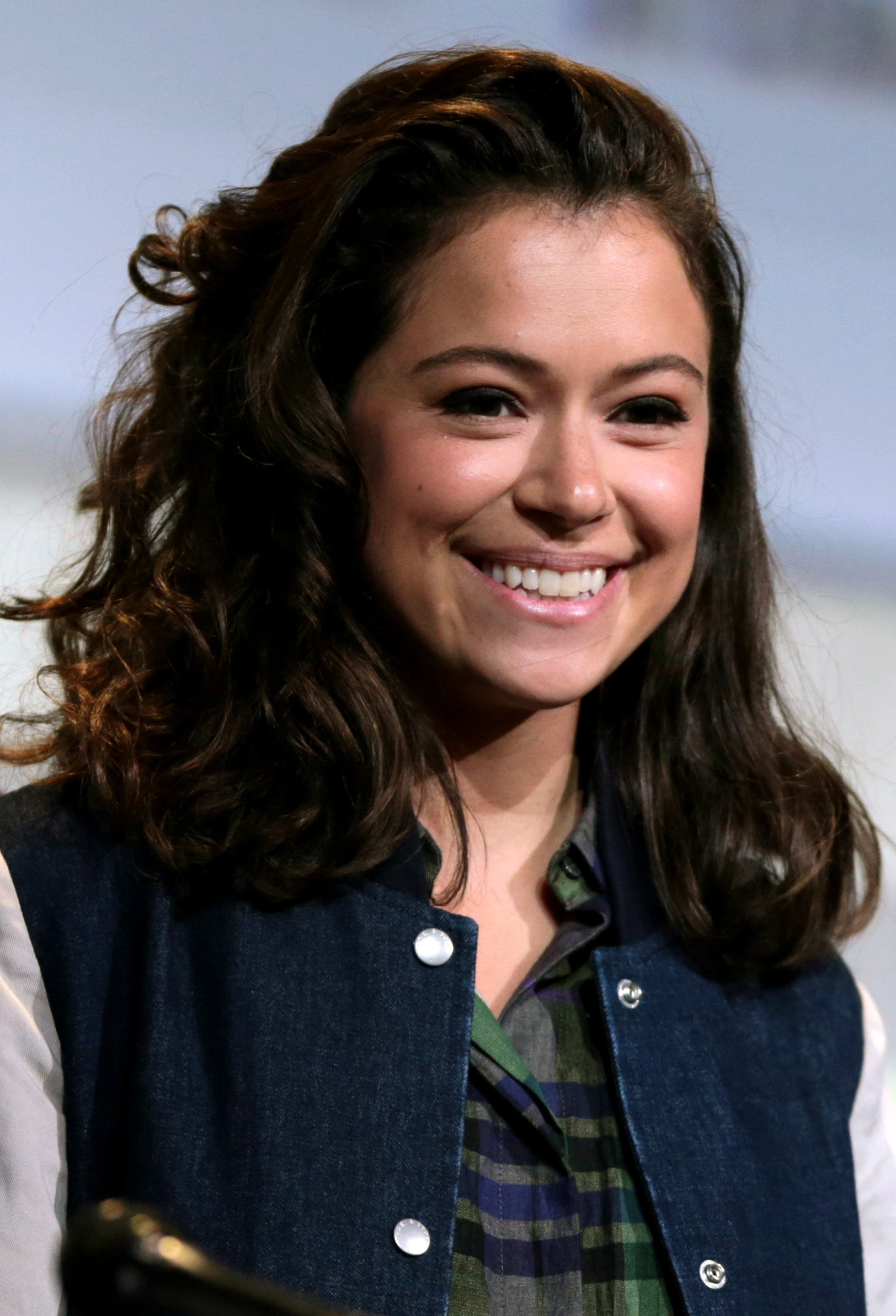
Tatiana Maslany (* 22. September)

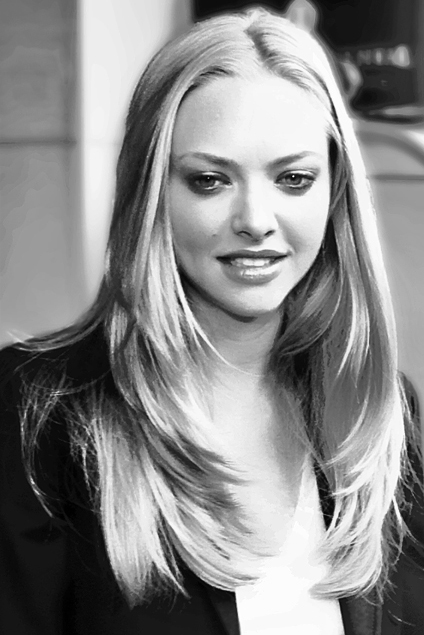
Amanda Seyfried (* 3. Dezember)

- 01. Januar: Katrina Law, US-amerikanische Schauspielerin
- 02. Januar: Carla Juri, Schweizer Schauspielerin
- 03. Januar: Nicole Beharie, US-amerikanische Schauspielerin
- 03. Januar: Leah Gibson, kanadische Schauspielerin
- 11. Januar: Aja Naomi King, US-amerikanische Schauspielerin
- 12. Januar: Cynthia Addai-Robinson, US-amerikanische Schauspielerin
- 16. Januar: Ash Christian, US-amerikanischer Schauspieler, Regisseur und Filmproduzent
- 16. Januar: Renée Felice Smith, US-amerikanische Schauspielerin
- 17. Januar: Adriana Ugarte, spanische Schauspielerin
- 19. Januar: Damien Chazelle, amerikanisch-französischer Regisseur und Drehbuchautor
- 22. Januar: Manuel Mairhofer, österreichischer Schauspieler
- 29. Januar: Jessica Marais, australische Schauspielerin

Februar
- 04. Februar: Bug Hall, US-amerikanischer Schauspieler
- 06. Februar: Crystal Reed, US-amerikanische Schauspielerin
- 07. Februar: Tina Majorino, US-amerikanische Schauspielerin
- 09. Februar: David Gallagher, US-amerikanischer Schauspieler
- 14. Februar: Natalya Rudakova, russisches Model und Schauspielerin
- 18. Februar: Todd Lasance, australischer Schauspieler
- 19. Februar: Haylie Duff, US-amerikanische Schauspielerin
- 19. Februar: Arielle Kebbel, US-amerikanische Schauspielerin
- 23. Februar: Emily Cox, britische Schauspielerin

März
- 02. März: Robert Iler, US-amerikanischer Schauspieler
- 13. März: Emile Hirsch, US-amerikanischer Schauspieler
- 15. März: Eva Amurri, US-amerikanische Schauspielerin
- 15. März: Kellan Lutz, US-amerikanischer Schauspieler
- 25. März: Luise Heyer, deutsche Schauspielerin
- 26. März: Keira Knightley, britische Schauspielerin
- 26. März: Sina Wilke, deutsche Film-, Fernseh- und Theaterschauspielerin
- 31. März: Jessica Szohr, US-amerikanische Schauspielerin

### April bis Juni
April
- 08. April: Max Woelky, deutscher Schauspieler
- 12. April: Anna-Katharina Samsel, deutsche Schauspielerin
- 13. April: Ashlee Gillespie, US-amerikanische Schauspielerin
- 17. April: Rooney Mara, US-amerikanische Schauspielerin
- 18. April: Jessica Lu, US-amerikanische Schauspielerin und Model
- 21. April: Palina Rojinski, russisch-deutsche Moderatorin und Schauspielerin
- 23. April: Maria Kwiatkowsky, deutsche Schauspielerin († 2011)
- 30. April: Gal Gadot, israelisches Schauspielerin und Model

Mai
- 01. Mai: Drew Sidora, US-amerikanische Schauspielerin
- 06. Mai: Theresa Underberg, deutsche Schauspielerin
- 08. Mai: Toni Arjeton Osmani, deutscher Schauspieler
- 10. Mai: Odette Yustman, US-amerikanische Schauspielerin
- 16. Mai: Daniela Molina, deutsche Synchronsprecherin
- 16. Mai: Julia Voth, kanadische Schauspielerin
- 28. Mai: Carey Mulligan, britische Schauspielerin
- 28. Mai: Sebastian Urzendowsky, deutscher Schauspieler

Juni
- 02. Juni: Daniela Golpashin, österreichische Schauspielerin
- 03. Juni: Nela Schmitz, deutsche Schauspielerin
- 09. Juni: Lisa Altenpohl, deutsche Schauspielerin
- 10. Juni: Kristina Apgar, US-amerikanische Schauspielerin
- 10. Juni: Celina Jade, chinesisch-amerikanische Schauspielerin
- 12. Juni: Dave Franco, US-amerikanischer Schauspieler
- 12. Juni: Kendra Wilkinson US-amerikanische Fernsehpersönlichkeit
- 16. Juni: Karis Paige Bryant, US-amerikanische Schauspielerin
- 23. Juni: Kaya Marie Möller, deutsche Schauspielerin und Synchronsprecherin
- 24. Juni: Saralisa Volm, deutsche Schauspielerin, Produzentin, Regisseurin und Autorin
- 26. Juni: Katrin Haß, deutsche Schauspielerin und Synchronsprecherin

### Juli bis September
Juli
- 01. Juli: Léa Seydoux, französische Schauspielerin
- 02. Juli: Ashley Tisdale, US-amerikanische Schauspielerin und Sängerin
- 11. Juli: Aki Maeda, japanische Schauspielerin und Sängerin
- 18. Juli: Chace Crawford, US-amerikanischer Schauspieler
- 23. Juli: Anna Maria Mühe, deutsche Schauspielerin
- 27. Juli: Lou Taylor Pucci, US-amerikanischer Schauspieler

August
- 02. August: Britt Lower, US-amerikanische Schauspielerin
- 06. August: Janina Studilina, russische Schauspielerin, Fernsehmoderatorin und Model
- 09. August: Anna Kendrick, US-amerikanische Schauspielerin
- 16. August: Agnes Bruckner, US-amerikanische Schauspielerin
- 17. August: Yũ Aoi, japanische Schauspielerin und Model

September
- 10. September: Elyse Levesque, kanadische Schauspielerin
- 16. September: Max Minghella, US-amerikanischer Schauspieler
- 16. September: Madeline Zima, US-amerikanische Schauspielerin
- 22. September: Tatiana Maslany, kanadische Schauspielerin
- 23. September: Nick Forsberg, deutscher Synchronsprecher
- 23. September: Anna Unterberger, italienische Schauspielerin

### Oktober bis Dezember
Oktober
- 04. Oktober: Cody McMains, US-amerikanischer Schauspieler
- 11. Oktober: Erica Dasher, US-amerikanische Schauspielerin
- 11. Oktober: Michelle Trachtenberg, US-amerikanische Schauspielerin († 2025)
- 14. Oktober: Haddy Jallow, schwedische Schauspielerin
- 21. Oktober: Tanya Kahana, deutsche Synchronsprecherin
- 23. Oktober: Masiela Lusha, US-amerikanische Schauspielerin
- 29. Oktober: Janet Montgomery britische Schauspielerin

November
- 04. November: Annika Olbrich, deutsche Schauspielerin
- 08. November: Magda Apanowicz, kanadische Schauspielerin
- 10. November: Sophie Melbinger, deutsch-österreichische Schauspielerin
- 20. November: Dan Byrd, US-amerikanischer Schauspieler
- 27. November: Lauren C. Mayhew, US-amerikanische Schauspielerin
- 30. November: Kaley Cuoco, US-amerikanische Schauspielerin

Dezember
- 03. Dezember: Amanda Seyfried, US-amerikanische Schauspielerin
- 05. Dezember: Frankie Muniz, US-amerikanischer Schauspieler
- 12. Dezember: Martina Plura, deutsche Filmregisseurin
- 12. Dezember: Monika Plura, deutsche Kamerafrau
- 27. Dezember: Halley Gross, US-amerikanische Schauspielerin
- 31. Dezember: Erich Bergen, US-amerikanischer Schauspieler und Moderator

### Tag unbekannt
- Maxi Schafroth, deutscher Kabarettist, Schauspieler und Filmemacher
- Sandra Sprünken, deutsche Moderatorin, Schauspielerin und Improvisationstheater-Comedienne

## Verstorbene

### Januar bis März
Januar
- 05. Januar: John Paxton, US-amerikanischer Drehbuchautor (* 1911)
- 05. Januar: Robert Surtees, US-amerikanischer Kameramann (* 1906)
- 11. Januar: Edward Buzzell, US-amerikanischer Regisseur (* 1900)
- 13. Januar: Carol Wayne, US-amerikanische Schauspielerin (* 1942)
- 14. Januar: Jetta Goudal, US-amerikanische Schauspielerin (* 1891)
- 21. Januar: Josef Dahmen, deutscher Schauspieler (* 1903)
- 21. Januar: Luise Ullrich, österreichische Schauspielerin (* 1910)

Februar
- 04. Februar: Jesse Hibbs, US-amerikanischer Regisseur (* 1906)
- 08. Februar: Norah Baring, britische Schauspielerin (* 1907)
- 09. Februar: Harry Perry, US-amerikanischer Kameramann (* 1888)
- 10. Februar: Werner Hinz, deutscher Schauspieler (* 1903)
- 11. Februar: Henry Hathaway, US-amerikanischer Regisseur (* 1898)
- 11. Februar: Heinz Roemheld, US-amerikanischer Komponist und Arrangeur (* 1901)
- 12. Februar: Nicholas Colasanto, US-amerikanischer Schauspieler (* 1924)
- 20. Februar: Clarence Nash, US-amerikanischer Stimmkünstler (* 1904)
- 21. Februar: Ina Claire, US-amerikanische Schauspielerin (* 1893)
- 24. Februar: Jeffrey Dell, britischer Regisseur und Drehbuchautor (* 1899)

März
- 03. März: Connie Gilchrist, US-amerikanische Schauspielerin (* 1901)
- 03. März: Noel Purcell, irischer Schauspieler und Komiker (* 1900)
- 21. März: Michael Redgrave, britischer Schauspieler (* 1908)
- 27. März: Ingeborg Hoffmann, deutsche Schauspielerin (* 1921)

### April bis Juni
April
- 21. April: Joe Hembus, deutscher Filmkritiker (* 1933)
- 23. April: Sergei Jutkewitsch, sowjetischer Regisseur (* 1904)
- 26. April: Albert Maltz, US-amerikanischer Drehbuchautor (* 1908)

Mai
- 07. Mai: Dawn Addams, britische Schauspielerin (* 1930)
- 08. Mai: Edmond O’Brien, US-amerikanischer Schauspieler (* 1915)
- 13. Mai: Leatrice Joy, US-amerikanische Schauspielerin (* 1896)
- 22. Mai: Wolfgang Reitherman, US-amerikanischer Trickfilmzeichner (* 1909)
- 25. Mai: Ludwig Anschütz, deutscher Schauspieler und Hörspielsprecher (* 1902)
- 26. Mai: Harold Hecht, US-amerikanischer Produzent (* 1907)
- 30. Mai: Talbot Jennings, US-amerikanischer Drehbuchautor (* 1894)

Juni
- 01. Juni: Richard Greene, britischer Schauspieler (* 1918)
- 07. Juni: Georgia Hale, US-amerikanische Schauspielerin (* 1905)
- 12. Juni: Dominique Laffin, französische Schauspielerin (* 1952)
- 21. Juni: Hermann Haller, schweizerischer Filmeditor (* 1909)
- 28. Juni: James Craig, US-amerikanischer Schauspieler (* 1912)

### Juli bis September
Juli

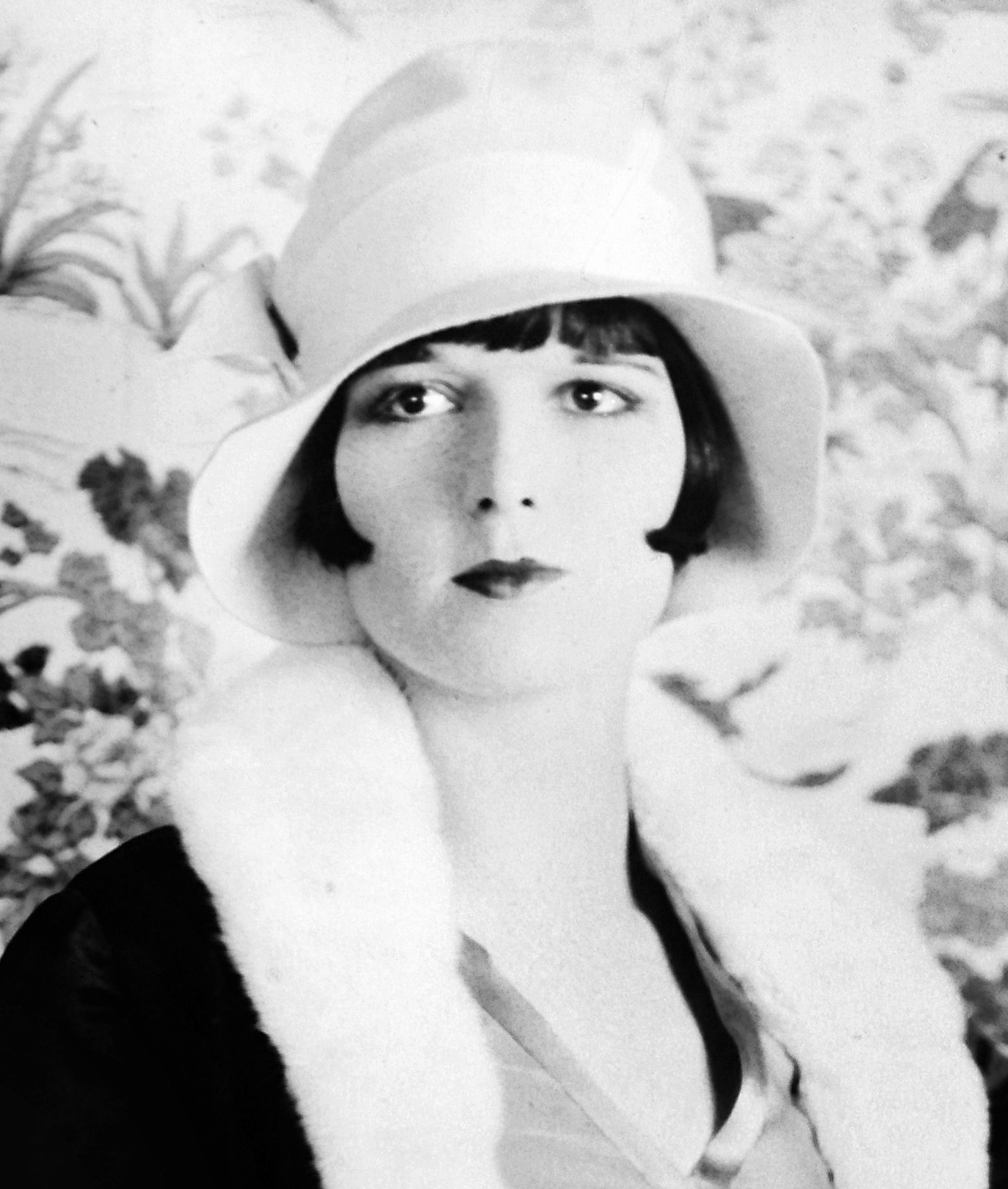
Louise Brooks (1906–1985)

- 25. Juli: Grant Williams, US-amerikanischer Schauspieler (* 1931)
- 25. Juli: Adolf Ziegler, deutscher Schauspieler (* 1899)
- 26. Juli: Walter Richter, deutscher Schauspieler (* 1905)

August
- 01. August: Joseph Walker, US-amerikanischer Kameramann (* 1892)
- 07. August: Grayson Hall, US-amerikanische Schauspielerin (* 1922)
- 08. August: Louise Brooks, US-amerikanische Stummfilmschauspielerin (* 1906)
- 09. August: Horst Gentzen, deutscher Schauspieler und Synchronsprecher (* 1930)
- 14. August: Gale Sondergaard, US-amerikanische Schauspielerin (* 1899)
- 26. August: Fred Louis Lerch, österreichischer Schauspieler (* 1902)
- 28. August: Ruth Gordon, US-amerikanische Schauspielerin (* 1896)
- 29. August: Evelyn Ankers, britische Schauspielerin (* 1918)

September
- 04. September: George O’Brien, US-amerikanischer Schauspieler (* 1899)
- 10. September: Alexa Kenin, US-amerikanische Schauspielerin (* 1962)
- 27. September: Lloyd Nolan, US-amerikanischer Schauspieler (* 1902)
- 30. September: Floyd Crosby, US-amerikanischer Kameramann (* 1899)
- 30. September: Simone Signoret, französische Filmdarstellerin (* 1921)

### Oktober bis Dezember
Oktober

Rock Hudson (links) mit Nancy und Ronald Reagan am 15. Mai 1984

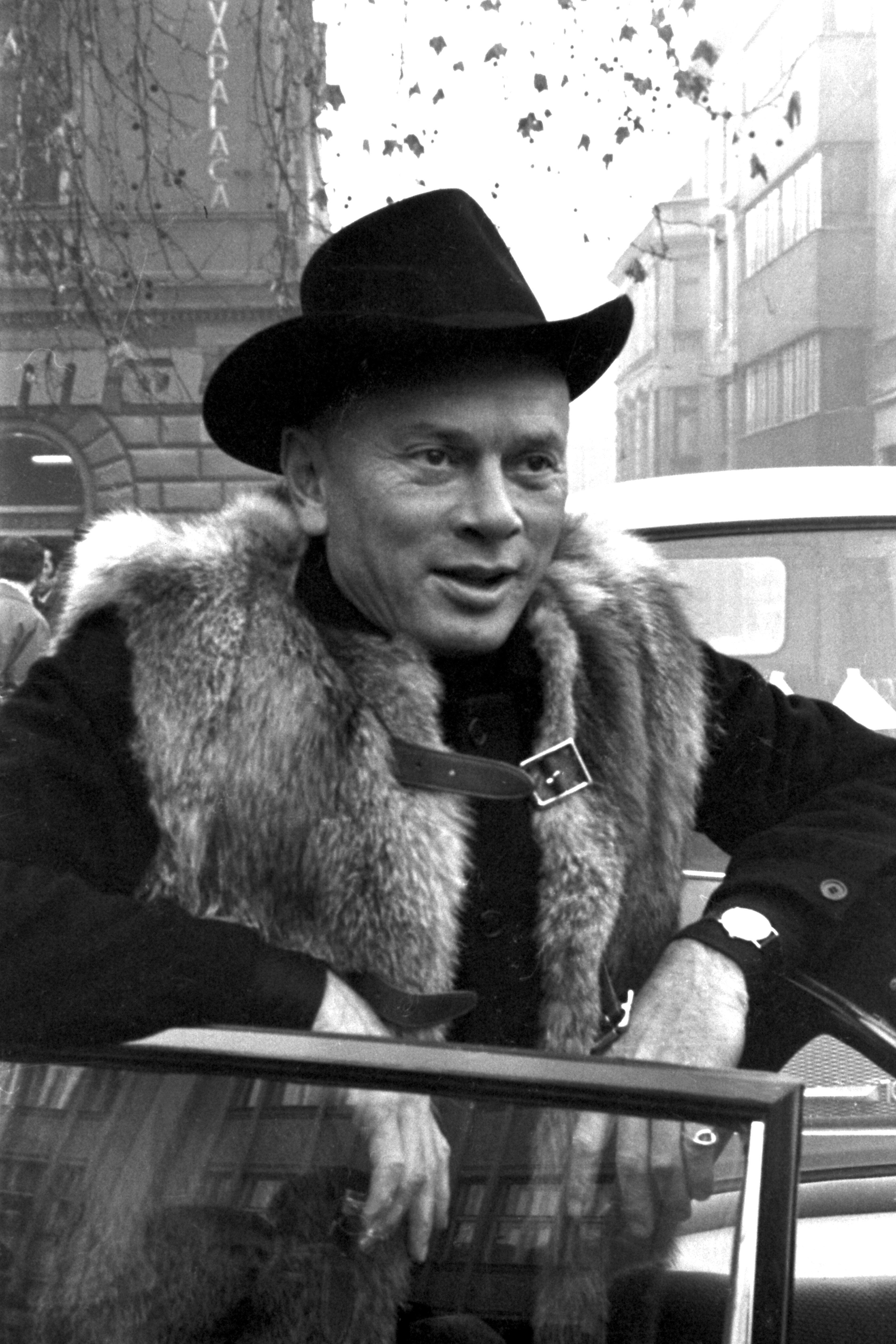
Yul Brynner (1915–1985)

- 02. Oktober: Rock Hudson, US-amerikanischer Schauspieler (* 1925)
- 02. Oktober: George Savalas, US-amerikanischer Schauspieler (* 1924)
- 05. Oktober: Peter Paul, deutscher Schauspieler (* 1911)
- 07. Oktober: Wolfgang Kieling, deutscher Schauspieler (* 1924)
- 10. Oktober: Yul Brynner, US-amerikanischer Schauspieler (* 1915)
- 10. Oktober: Orson Welles, US-amerikanischer Schauspieler und Regisseur (* 1915)
- 13. Oktober: Francesca Bertini, italienische Schauspielerin (* 1892)
- 18. Oktober: Tazaki Jun, japanischer Schauspieler (* 1913)
- 25. Oktober: Pascale Ogier, französische Schauspielerin (* 1958)
- 27. Oktober: Paul Edwin Roth, deutscher Schauspieler (* 1918)
- 27. Oktober: Branco Spoljar, jugoslawischer Schauspieler (* 1914)
- 28. Oktober: Elga Brink, deutsche Schauspielerin (* 1905)
- 31. Oktober: Poul Reichhardt, dänischer Schauspieler (* 1913)

November
- 01. November: Phil Silvers, US-amerikanischer Schauspieler (* 1911)
- 04. November: Walter Tjaden, deutscher Tontechniker und Produktionsleiter (* 1906)
- 09. November: Marie-Georges Pascal, französische Schauspielerin (* 1946)
- 26. November: Sergei Gerassimow, sowjetischer Regisseur (* 1906)
- 27. November: André Hunebelle, französischer Regisseur (* 1896)

Dezember
- 12. Dezember: Anne Baxter, US-amerikanische Schauspielerin (* 1923)
- 25. Dezember: Jacques Monod, französischer Schauspieler (* 1918)
- 26. Dezember: Margarete Schön, deutsche Schauspielerin (* 1895)
- 31. Dezember: Ricky Nelson, US-amerikanischer Sänger und Schauspieler (* 1940)
- 31. Dezember: Sam Spiegel, ungarisch-amerikanischer Produzent (* 1901)

### Tag unbekannt
- Marcello Giannini, italienischer Filmschaffender (* 1913)